# Zakład Biologii Antarktyki Polskiej Akademii Nauk
Zakład Biologii Antarktyki Polskiej Akademii Nauk (Polska Akademia Nauk Zakład Biologii Antarktyki) – samodzielna jednostka naukowa Polskiej Akademii Nauk istniejąca w latach 1992–2011, zajmująca się badaniami obszaru Antarktyki i koordynująca program naukowy polskich badań antarktycznych oraz prowadząca Polską Stację Antarktyczną im. Henryka Arctowskiego. Siedziba zakładu znajdowała się w Warszawie przy ul. Ustrzyckiej 10/12.
Zakład został powołany w 1992 r. i podlegał Wydziałowi II Nauk Biologicznych i Rolniczych.  Dyrektorami byli prof. Stanisław Rakusa-Suszczewski i prof. Andrzej Tatur. Ze względu na zbyt duże obciążenia finansowe związane z prowadzeniem stacji antarktycznej, od 1 stycznia 2012 r. Zakład Biologii Antarktyki PAN został włączony w całości do struktur Instytutu Biochemii i Biofizyki PAN, w którym funkcjonuje pod nazwą Zakład Biologii Antarktyki i nadal prowadzi Polską Stację Antarktyczną. 